# Гильотина

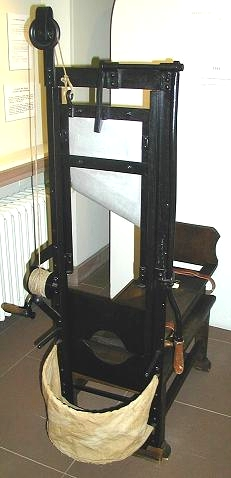
Гильотина немецкого образца, Баден

Гильоти́на (фр. guillotine) — механизм для приведения в исполнение смертной казни путём отсечения головы. Казнь с использованием гильотины называется гильотинированием.

## Принцип действия
Главной деталью гильотины для отрубания головы является тяжёлое (40—100 кг) косое лезвие (жаргонное название — «барашек»), свободно движущееся вдоль вертикальных направляющих. Лезвие поднимали на высоту 2—3 метра верёвкой, где оно удерживалось защёлкой. Осуждённого клали на горизонтальную скамейку, фиксировали его на скамейке ремнями и шею закрепляли двумя досками с выемкой, нижняя из которых была неподвижной, а верхняя перемещалась вертикально в пазах, расположенных параллельно пазам лезвия, но имевшим гораздо меньшую длину. После чего рычажным механизмом открывалась защёлка, удерживающая лезвие, и оно падало с большой скоростью, обезглавливая жертву. При этом казнь осуществлялась быстро и безболезненно.

## История
Использовать гильотину предложил в 1791 году врач и член Национальной Ассамблеи, Жозеф Гильотен. Эта машина не была изобретением ни доктора Гильотена, ни его учителя, доктора Антуана Луи; известно, что подобное орудие употреблялось до того в Шотландии и Ирландии, где называлось Шотландской девой. Гильотину во Франции тоже называли Девой и даже Мебелью Правосудия. Итальянское орудие смерти, описанное Дюма в «Графе Монте-Кристо», называлось mandaia. Хотя подобные устройства пытались использовать и раньше в Великобритании, Италии и Швейцарии, именно устройство, созданное во Франции, с косым лезвием, стало стандартным орудием смертной казни.
В то время применялись жестокие методы казни: сожжение на костре, повешение, четвертование. Считалось, что гильотина является гораздо более гуманным способом казни, чем распространённые в то время (другие виды казни, предполагавшие быструю смерть осуждённого, при недостаточной квалификации палача часто вызывали длительную агонию; гильотина же обеспечивает мгновенную смерть даже при минимальной квалификации палача). Кроме того, гильотина применялась ко всем без исключения слоям населения, что подчёркивало равенство граждан перед законом.

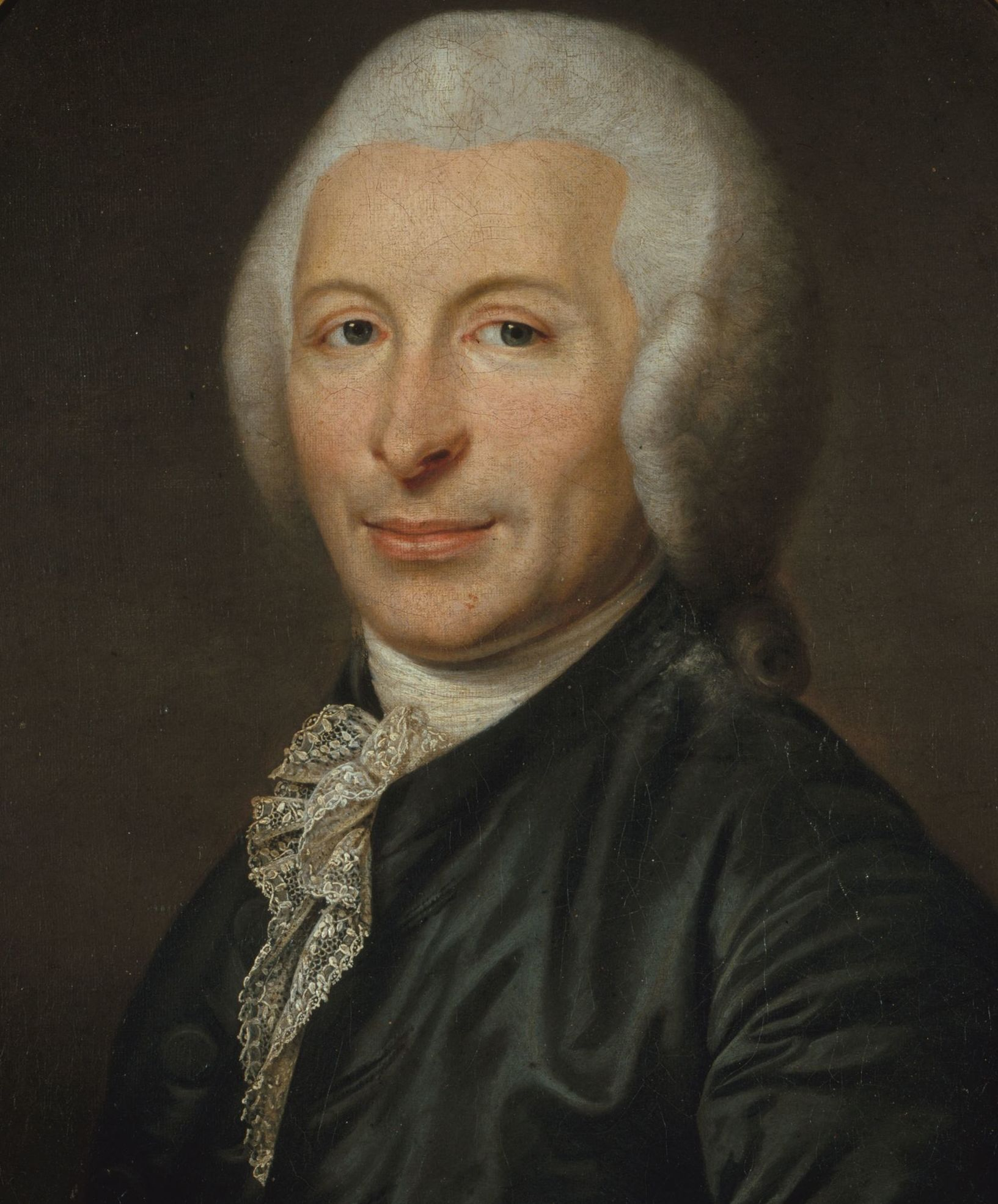
Портрет доктора Гильотена.

Доктор Гильотен родился в 1738 году. Будучи избранным в Учредительное собрание, он в декабре 1789 года внёс в собрание предложение о том, чтобы смертная казнь всегда производилась одним и тем же способом — именно через обезглавливание, и притом посредством машины. Цель этого предложения заключалась в том, чтобы казнь через обезглавливание не составляла более привилегии знатных, а сам процесс казни производился как можно быстрее и причинял как можно меньше страданий. После продолжительных дебатов мысль Гильотена о смертной казни через обезглавливание была принята, и этот способ казни был введён в уголовный кодекс, составленный Собранием (и ставший законом в 1791 году). Первоначально, впрочем, предполагалось производить обезглавливание мечом, но когда этот способ оказался неудобным, то вопрос о способе совершения казни был передан особой комиссии, по поручению которой доктор Антуан Луи составил докладную записку, где высказался за машину подобную той, какую уже предлагал Гильотен, и рекомендовал использовать треугольную форму лезвия. Это предложение было принято. 20 марта 1792 года был ратифицирован декрет, который предписывал: «всем приговорённым к смерти будут отрубать голову способом, принятым на вооружение в результате консультаций с ученым секретарем Хирургического общества». 25 апреля 1792 года, после удачных опытов над трупами по одним данным — в Бисетре, по другим — в Сальпетриере, в Париже, на Гревской площади, была произведена первая казнь новой машиной. Во время производства опытов машине этой дали (по имени доктора Луи) названия «луизетта» (фр. Louisette) или «маленькая луизон» (фр. la petite Louison), которые употреблялись некоторое время наряду с названием «гильотина», но вскоре были вытеснены последним.
Тесная связь гильотины с эпохой террора послужила препятствием к распространению её в Европе. Впрочем, в 1853 году гильотина была введена в употребление в Саксонии (под именем Fallschwert или Fallbeil) и затем распространилась в некоторых других германских государствах.
Часто повторяемый рассказ, будто Гильотен сам был казнён предложенной им машиной, лишён основания: Гильотен пережил революцию и умер естественной смертью в 1814 году.
Гильотина интенсивно применялась в период Великой Французской революции и оставалась главным способом смертной казни во Франции вплоть до отмены смертной казни в 1981 году. Кроме того, она применялась во многих других странах, в том числе в Германии.

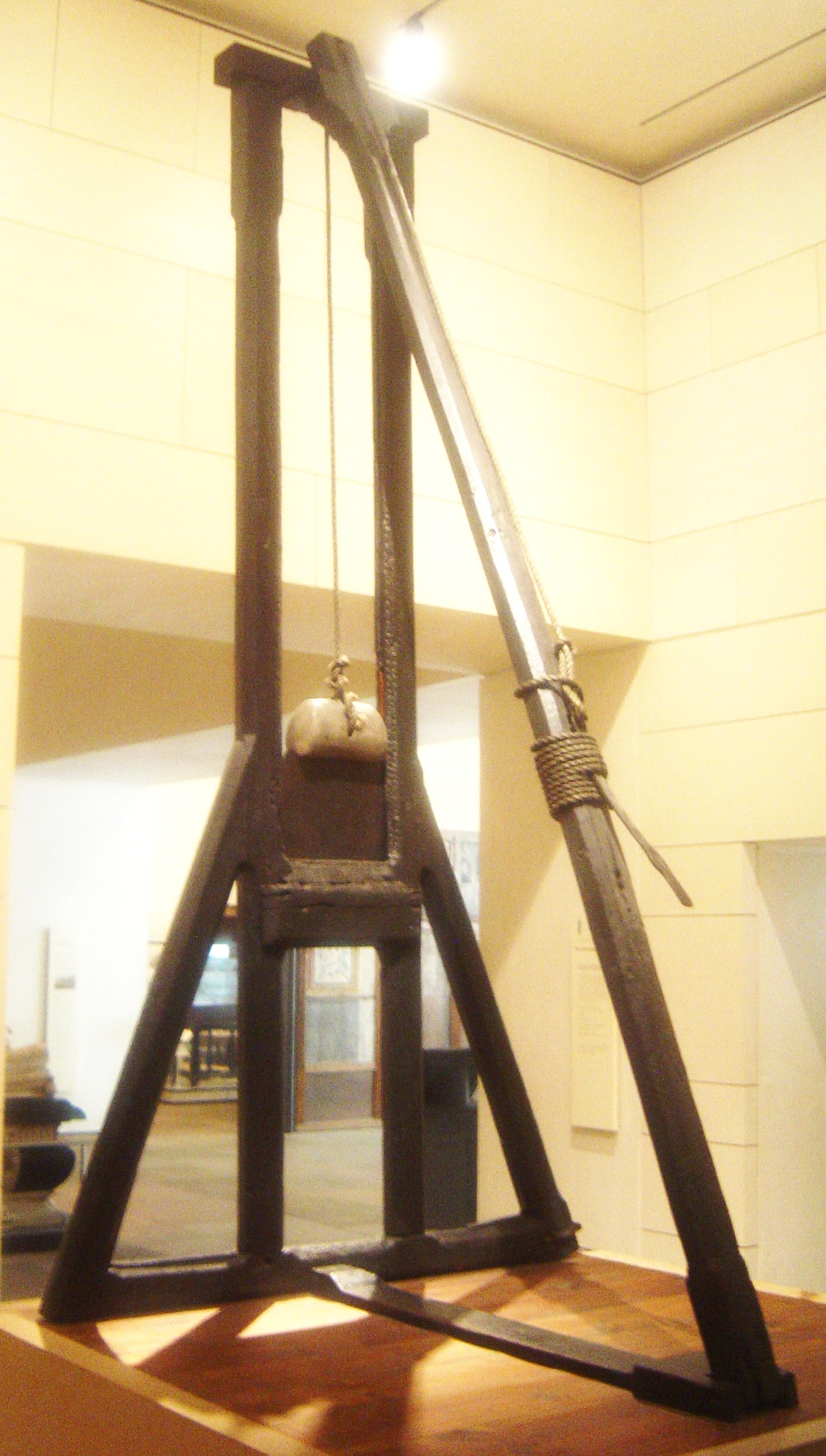
Шотландская дева — орудие смерти, известное с XIV века
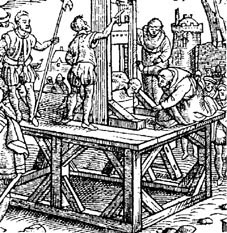
Гравюра 1577, изображающая казнь 1307 года в Ирландии
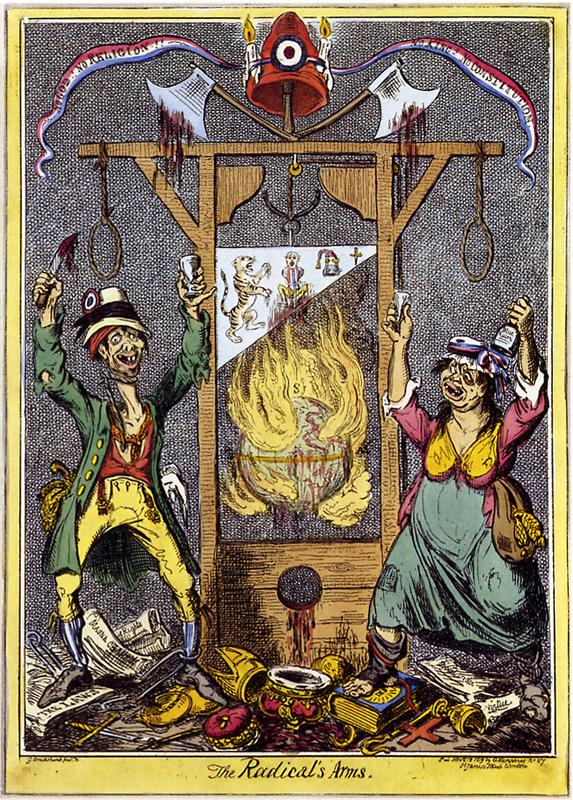
Английская карикатура 1819 года
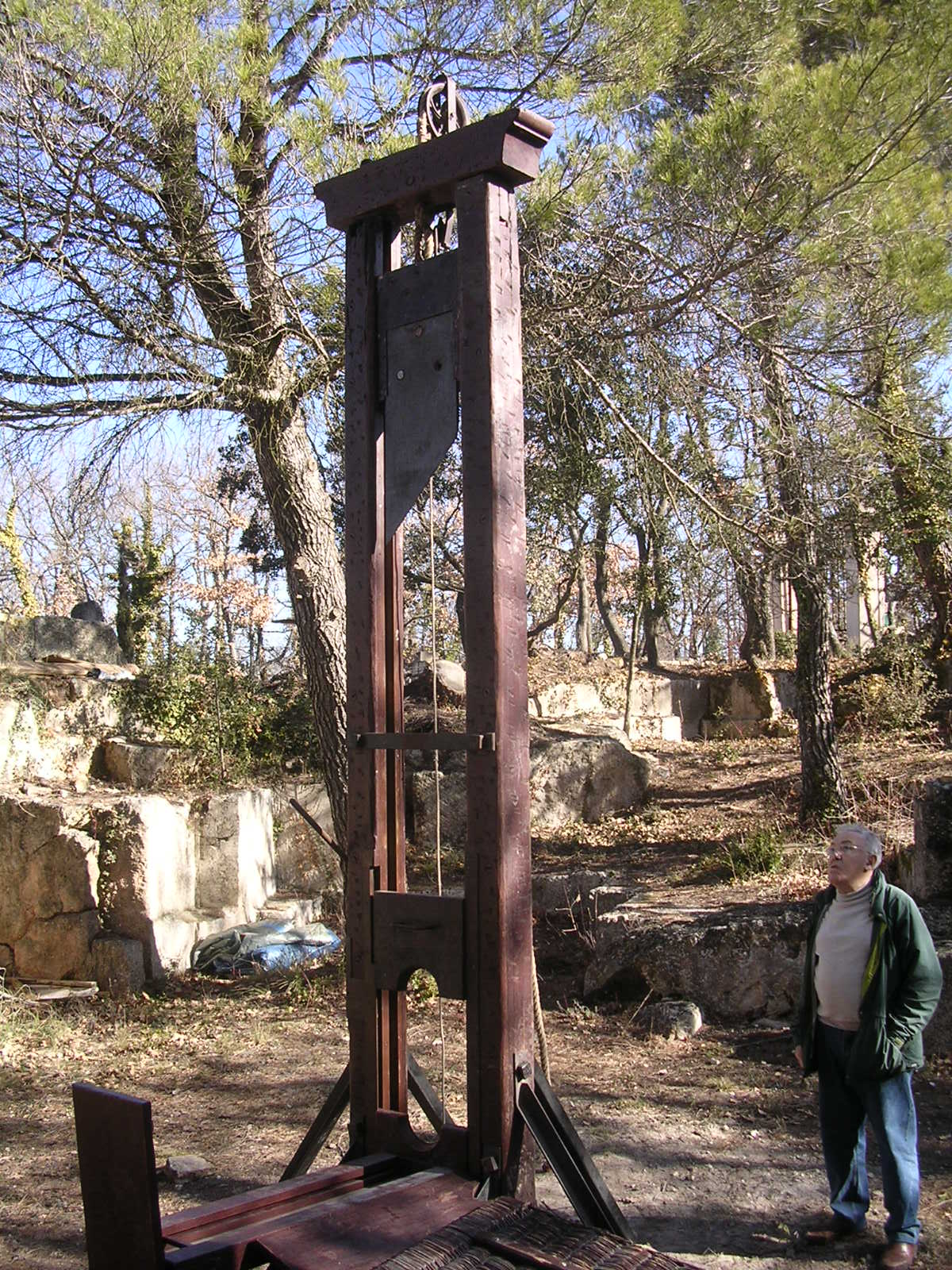
Музейный образец, современное фото, конструкция Берже. Справа от гильотины Фернан Мэйсонье, один из последних палачей, осуществлявший казни в Алжире

### Обезглавливание гильотиной. Французская революция
Обезглавливание (декапитация) при помощи гильотины было распространённой механизированной формой казни, изобретённой незадолго до французской революции. Целью изобретения было создание безболезненного и быстрого метода казни. После того как голова была отсечена, она падала в корзину, и палач поднимал её, показывая толпе. Бытовало мнение, что отрубленная голова могла видеть на протяжении примерно десяти секунд. Таким образом, голову человека поднимали, чтобы он мог в последний миг перед смертью увидеть смеющуюся над ним толпу.
25 апреля 1792 года на Гревской площади гильотина была впервые использована в качестве орудия казни: был казнён обыкновенный вор Николя Пеллетье. Палачом был Шарль-Анри Сансон. Толпа зевак, приученная со времён средневековья к «изысканным» казням, была разочарована быстротой казни на гильотине.
Вскоре гильотина переехала с Гревской площади на площадь Революции (ныне Площадь Согласия, где и произошло большинство казней Революции), и уже 21 января 1793 года ею был казнён Людовик XVI. Гильотина не была отменена последующим строем ввиду её чрезвычайного удобства. Казнь исполнялась долгое время только публично: в приговоре об осуждённом говорилось, что ему отсекут голову на публичном месте именем французского народа (фр. il aura la tête tranchée sur une place publique au nom du peuple français). Соблюдались и средневековые ритуалы: так, в последнее утро осуждённому объявляли: «Мужайтесь, (следует фамилия)! Час искупления настал» (фр. Du courage… l’heure de l’expiation est venue), после чего спрашивали, не угодно ли ему папиросу, рюмку рома.
В повести Виктора Гюго «Последний день приговорённого к смерти» приведён дневник заключённого, коему по закону предстоит быть гильотинированным. В предисловии к повести, добавленном уже к следующему изданию, Гюго выступает яростным противником смертной казни и призывает к замене её пожизненным заключением. Исчезло повешение, четвертование, сожжение — пришёл черёд и гильотины, считал Гюго.
С 1870-х годов и до отмены смертной казни во Франции использовалась усовершенствованная гильотина системы Берже. Гильотина была разборной для удобства транспортировки к месту казни, она устанавливалась непосредственно на земле, обычно перед воротами тюрьмы, эшафот больше не использовался. Сама казнь занимала считанные секунды, обезглавленное тело мгновенно сталкивалось подручными палача в подготовленный глубокий ящик с крышкой. В этот же период упраздняются должности региональных палачей. Палач, его ассистенты и гильотина находились в Париже и выезжали для совершения казней на места.
В Париже с 1851 по 1899 год приговорённые содержались в тюрьме Ля-Рокет (La Roquette), перед воротами которой и происходили казни. В последующий период местом казней стала площадь перед тюрьмой Санте. В 1932 году перед тюрьмой Санте был казнён Павел Горгулов, русский эмигрант, автор произведений, которые подписывал Павел Бред, за убийство президента республики Поля Думера. Через семь лет, 17 июня 1939 года, в 4 часа 50 минут в Версале перед тюрьмой Сан-Пьер отсекли голову немцу Ойгену Вейдману, убийце семи человек. Это была последняя публичная казнь во Франции: из-за непристойного волнения толпы и скандалов с прессой было велено впредь устраивать казни на территории тюрьмы при закрытых дверях.
Последняя казнь через отсечение головы гильотиной была произведена в Марселе, в период правления Жискара д’Эстена, 10 сентября 1977 года. Был казнён французский гражданин тунисского происхождения Хамида Джандуби. Это была последняя смертная казнь в Западной Европе.

### В Германии
В Германии гильотина (нем. Fallbeil) использовалась с XVII—XVIII веков и была стандартным видом смертной казни в ФРГ (вплоть до её отмены в 1949 году) и в ГДР (до её замены расстрелом в 1966 году). Параллельно в некоторых землях Германии практиковалось и обезглавливание при помощи топора, окончательно отменённое лишь в 1936 году. В отличие от французских образцов XIX—XX веков, немецкая гильотина была гораздо ниже и имела металлические вертикальные стойки и лебёдку для подъёма более тяжёлого ножа.
В нацистской Германии гильотинирование применялось к уголовным преступникам. По оценкам, в Германии и Австрии между 1933 и 1945 годами было обезглавлено около 40 тысяч человек. Это число включает в себя борцов Сопротивления в самой Германии и оккупированных ею странах. Поскольку борцы Сопротивления не принадлежали к регулярной армии, они считались обычными преступниками и во многих случаях отвозились в Германию и гильотинировались. Обезглавливание считалось «неблагородным» видом смерти, в противоположность расстрелу.
Известные гильотинированные личности:
- Маринус ван дер Люббе — гильотинирован за поджог рейхстага в январе 1934 года.
- Ильза Штёбе — гильотинирована в берлинской тюрьме Плётцензее 22 декабря 1942 года.
- Юлиус Фучик — гильотинирован в берлинской тюрьме Плётцензее 8 сентября 1943 года.
- Вера Аполлоновна Оболенская — гильотинирована в тюрьме Плётцензее 4 августа 1944 года.
- Муса Джалиль и его соратники гильотинированы за участие в подпольной организации 25 августа 1944 года в военной тюрьме Плётцензее.
- Эльфрида Шольц (в девичестве Ремарк), младшая сестра писателя Эриха М. Ремарка, за антивоенные и антигитлеровские высказывания казнена 16 декабря 1943 года.
- Софи и Ганс Шолль за участие в антинацистской организации гильотинированы в Мюнхене, в тюрьме Штадельхайм 22 февраля 1943 года.

### В Италии

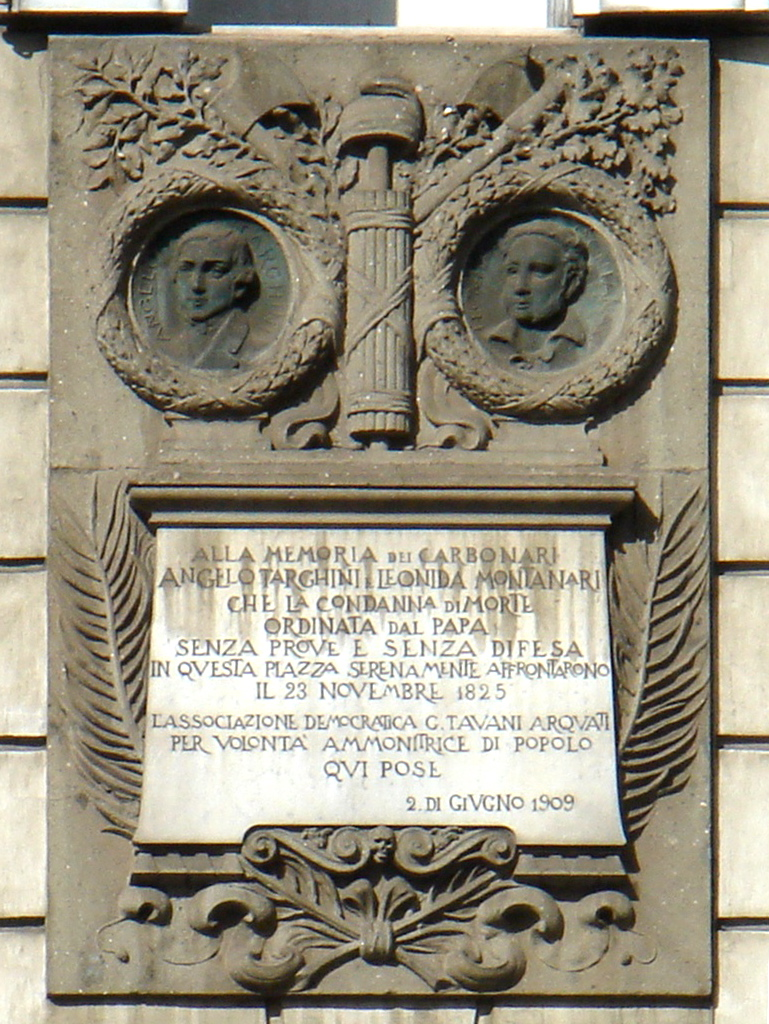
Рим. Памятник Таргини и Монтанари

В Риме, входившем в состав Папской области, гильотина стала признанным орудием казни в 1819 году. Казни происходили на Пьяцца дель Пополо и у замка Святого Ангела. В отличие от французских образцов, римская гильотина имела прямое лезвие и угловатые «тиски», зажимавшие тело осужденного. Последняя казнь гильотиной состоялась 9 июля 1870 года, затем в ходе объединения Италии гильотина была отменена наравне с «папским» правом. Большую часть казней гильотиной провёл римский палач-долгожитель Бугатти, ушедший в отставку в 1865 году.
В Риме есть памятник карбонариям Анжело Таргини и Леониду Монтанари, гильотинированным 23 ноября 1825 на Пьяцца дель Пополо. Первоначальная надпись на памятнике прямо обвиняла Ватикан: «по приказу папы, без доказательств и без судебной защиты» (итал. Ordinata dal Papa, senza prove i senza difesa). В 1909 году правительство «по соглашению с Ватиканом» замазало обвиняющие слова гипсом, но вскоре, при ремонте здания, они выступили вновь.

## Другие явления

### «Сухая гильотина»
Кайенна c XVIII по XX век, как и вся Гвиана, служила местом политической ссылки и каторги. Из-за тропического климата и распространения тяжёлых лихорадок считалось, что у ссыльного в Кайенну мало шансов выжить (по некоторым данным, не более 3 %). Во время Великой французской революции, особенно в период термидорианского Конвента и Директории, каторжную тюрьму Синнамари называли «сухая гильотина».

## В искусстве
- Гильотина как культурный артефакт исследуется в книге Д. Герулда «Гильотина: легенды и мифы» (1992)[3].
- В эссе «Казнь Тропмана» (1870) Иван Тургенев с отвращением описывает «зловещую» грациозность гильотины, сравнивая её с лебединой шеей[4].
- Георгий Шенгели посвятил гильотине и её изобретателю драматическую поэму «Доктор Гильотен» (1922), сожжение гильотины восставшими горожанами изображено в другой его драме «1871 г.» (1920).
- Конструкция, а также процесс сборки и применения гильотины подробно описаны в финале книги Пьера Сувестра «Фантомас».
- В финале фильма «Двое в городе» показано, как на гильотине казнят осуждённого Джино Страблиджи (Ален Делон).